# 楠本健二
楠本 健二（くすもと けんじ、1929年3月12日 - ）は、日本の俳優。本名：楠本 健造。チャンバラトリオの南方英二は弟。

## 出演

### テレビドラマ
- 銭形平次（フジテレビ/東映）
  - 第49話「恐怖の心中」（1967年4月5日） - 丒松
  - 第69話「多喜之助は何処に」（1967年） - 山住玄蕃
  - 第154話「闇夜の短筒」（1969年） - 権田三九郎
- 風（TBS/松竹）第1話「新十郎登場」（1967年） - 浪人
- 仮面の忍者 赤影（関西テレビ/東映）第31話「怪忍百面鬼」（1967年11月1日） - 百面鬼（ひゃくめんき）
- 水戸黄門（TBS/C.A.L）
  - 第1部 第18話「じゃじゃ馬ならし -津山-」（1969年12月1日）- 黒川刑部
  - 第2部 第4話「漆三代 -会津若松-」（1970年10月19日） - 望月隼人
  - 第4部 第34話「家康公のお墨付 -真岡-」（1973年9月10日） - 古島大八
- 大岡越前（TBS/C.A.L）
  - 第2部 第11話「騒乱」（1971年7月26日） - 遠藤
  - 第3部 第30話「享保の太平記」（1973年1月8日） - 山川安五郎
- 長谷川伸シリーズ（NET/東映）第1話「沓掛時次郎」・第2話「沓掛時次郎 后篇」
- 新選組（フジテレビ/東映）（1973年） - 島田魁

### 映画
- 椿説 弓張月 三部作（1955年） - 源義朝
  - 弓張月 第一篇 筑紫の若武者
  - 弓張月 第二篇 運命の白縫姫
  - 弓張月 完結篇 南海の覇者
- 忠臣蔵 櫻花の巻・菊花の巻（1959年）- 榊原平右衛門
- 富士に立つ若武者（1962年） - 守山の源内
- 源九郎義経（1962年） - 鈴木二郎重家
- 伊賀の影丸（1963年） - 五郎兵衛
- 博徒（1964年） - 河内虎松
- 日本侠客伝（1964年） - 町田
- 博徒対テキ屋（1964年） - 安井の繁
- 関東流れ者（1965年、東映） - 塚本良平
- 明治侠客伝 三代目襲名（1965年） - デコ寅
- 大忍術映画ワタリ（1966年）- 雲組小頭
- 続 兄弟仁義（1967年） - 宇野文三助
- 日本侠客伝 白刃の盃（1967年） - 開聞
- 侠客道（1967年） - 黒田
- 兄弟仁義 続・関東三兄弟（1967年） - 八十島竜平
- 三人の博徒（1967年） - おかもと辰馬
- 極道（1968年） - 黒崎
- 緋牡丹博徒（1968年） - 中川
- 緋牡丹博徒 二代目襲名（1969年） - 猪之吉
- 極悪坊主 念仏人斬り旅（1969年） - 金村伊平次
- 極悪坊主 念仏三段斬り（1970年） - 谷草平
- 船来仁義 カポネの舎弟（1970年） - 柳瀬幸吉
- カポネの舎弟 やまと魂（1971年） - 安造
- 関東テキヤ一家 喧嘩火祭り（1971年） - 大藪幸次
- 日本侠客伝 刃（1971年） - 島田虎次郎
- 女渡世人 おたの申します（1971年） - 青木益次
- 日本悪人伝（1971年） - 南部安次
- 現代やくざ 血桜三兄弟（1971年） - 坂口
- 任侠列伝 男（1971年） - 小島仙吉
- 傷だらけの人生（1971年） - 長岡重次
- 傷だらけの人生 古い奴でごさんす（1972年） - 相良登
- 純子引退記念映画 関東緋桜一家（1972年） - 出刃徳
- ゾロ目の三兄弟（1972年） - 菊次
- 日本暴力団 殺しの盃（1972年） - 秋田誠
- 極道罷り通る（1972年） - 湊久造
- 緋ぢりめん博徒（1972年） - 荒木田藤助
- 山口組三代目（1973年） - 難波島之助
- 忘八武士道 さ無頼（1974年） - だるま
- 山口組外伝 九州進攻作戦（1974年） - 安元達也
- 三代目襲名（1974年） - 中島武雄
- 実録飛車角 狼どもの仁義（1974年） - 仙石万造
- 極道VS不良番長（1974年） - 大沼
- 脱獄広島殺人囚（1974年） - 刺青の極道
- 日本任侠道 激突篇（1975年） - 関の金四郎
- 神戸国際ギャング（1975年） - ディーラー